# Matching Motion Pictures
Matching Motion Pictures Co., Ltd. ist eine thailändische Film- und TV-Produktionsfirma mit Hauptsitz in Bangkok. 
Außer mit eigenen Produktionen arbeitet das Unternehmen auch daran, Filme aus dem Ausland vollständig in die thailändische Sprache zu übersetzen. 

## Geschichte
Mitte der 1980er wurde die Matching Motion Pictures als provisorisches Studio eingerichtet. Good Morning, Vietnam, The Killing Fields, Heaven & Earth und The Beach gehörten zu den wichtigsten Co-Produktionen der Matching Motion Pictures. Mit vollständig eigenen Produktionen konnte das Unternehmen auf Grund der vielen Anfragen ausländischer Filmgesellschaften erst 2004 beginnen.

## Eigene Filmproduktionen
- Zee-Oui (2004; Kannibalenfilm nach wahrer Begebenheit)
- Promise me not (2004; Romantik und Komödie)